# Pseudoleskea
Pseudoleskea är ett släkte av bladmossor. Pseudoleskea ingår i familjen Leskeaceae.

## Bildgalleri

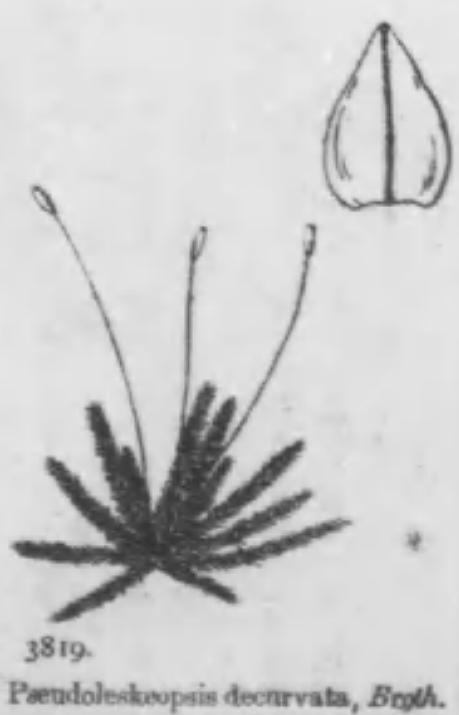
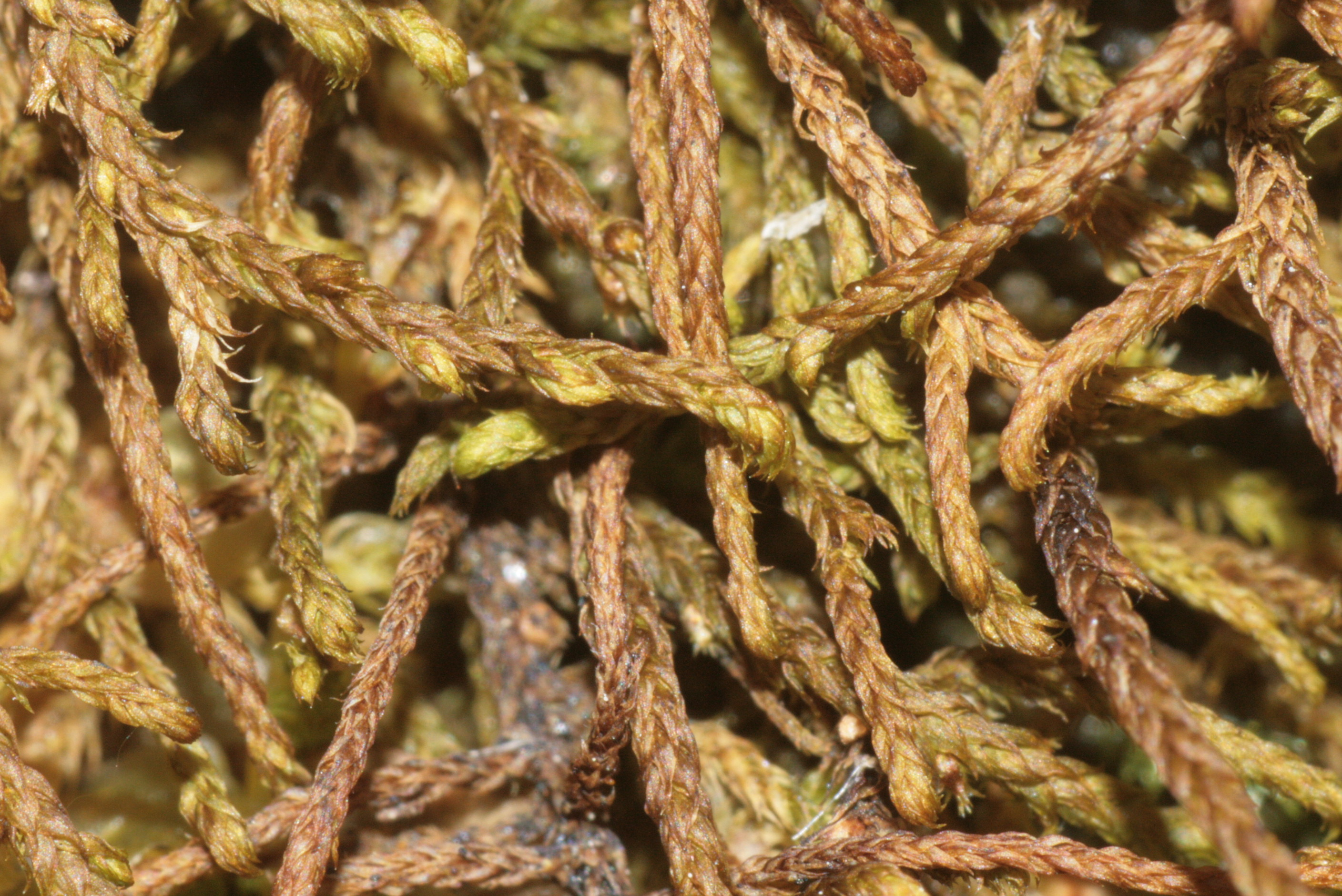
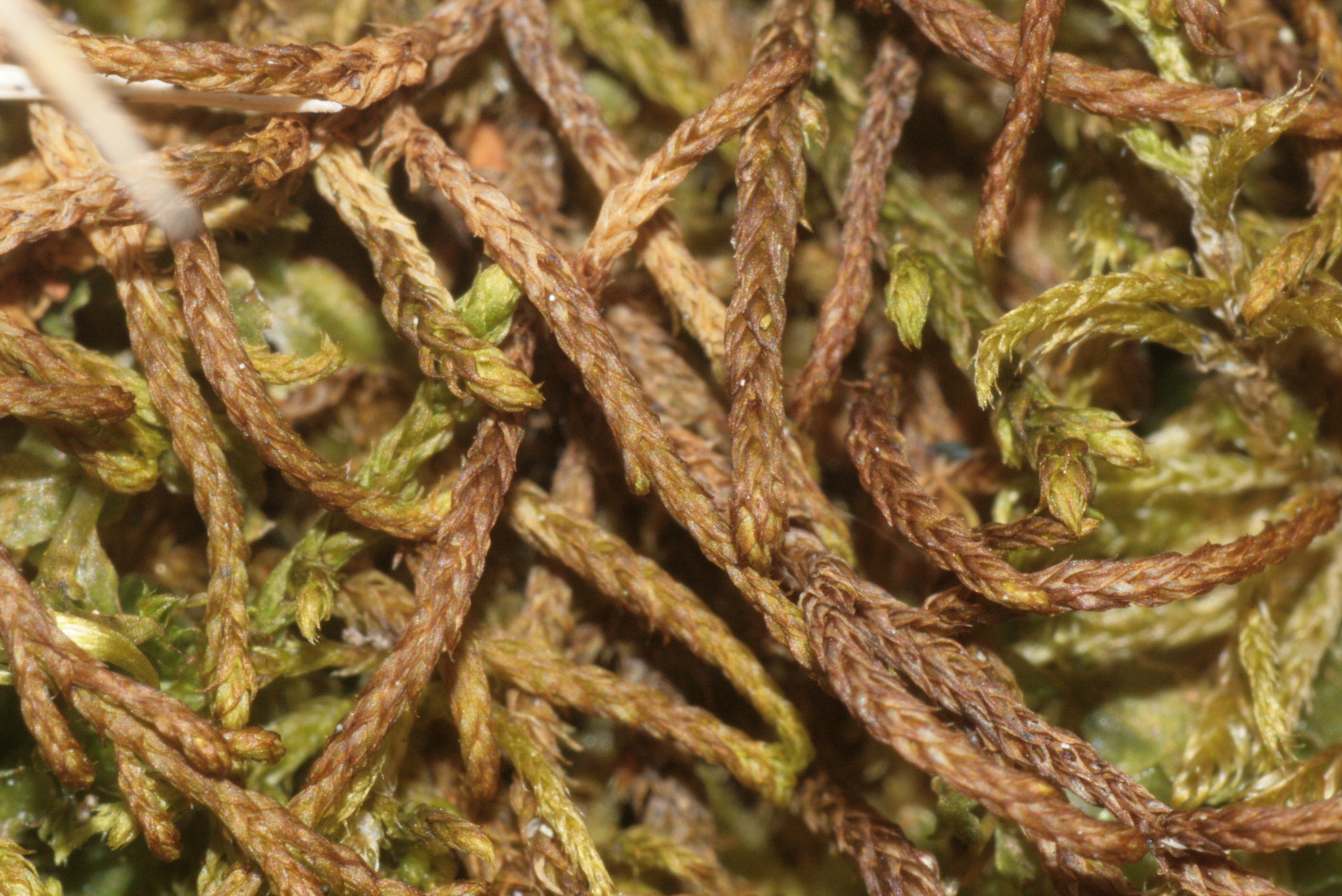
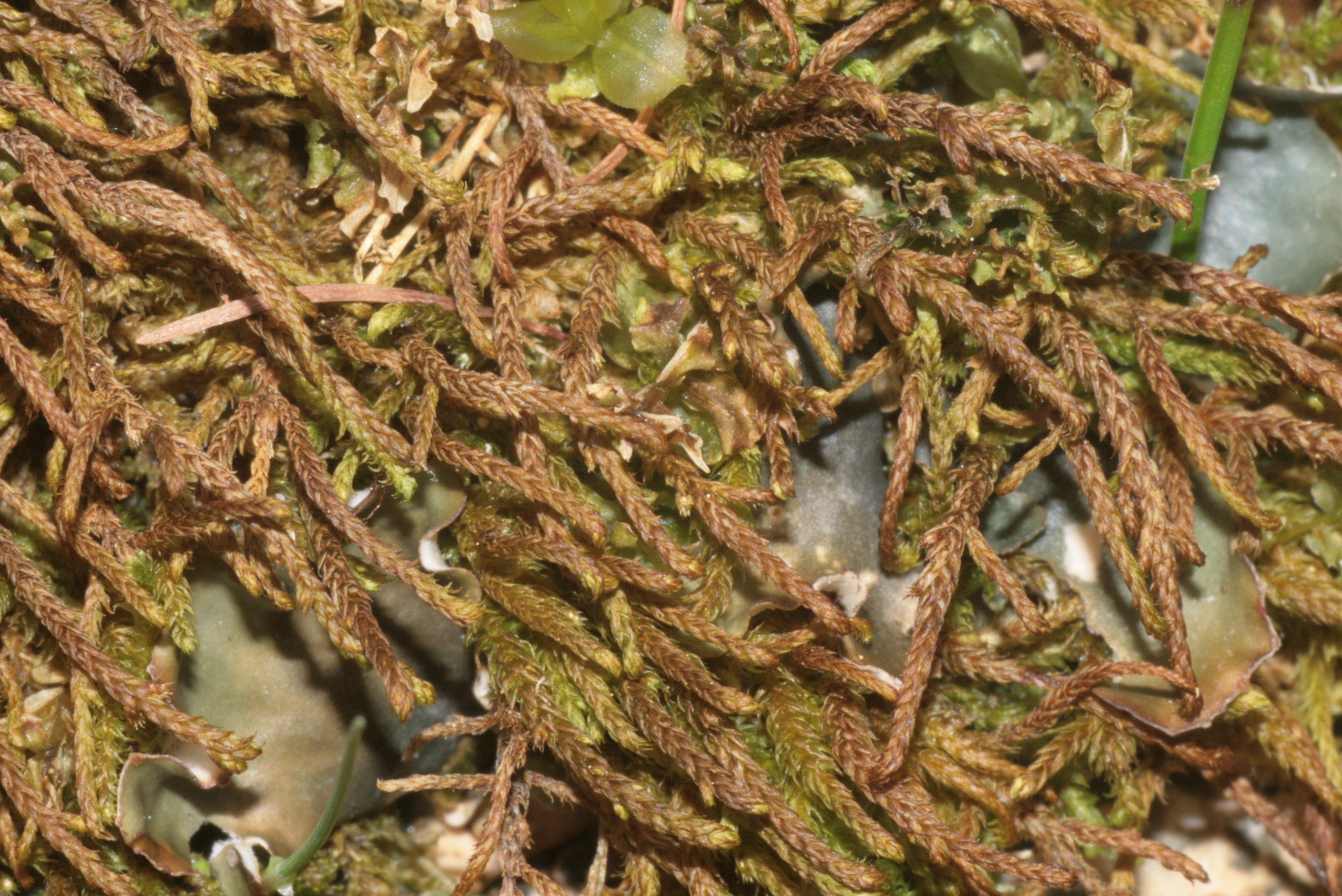
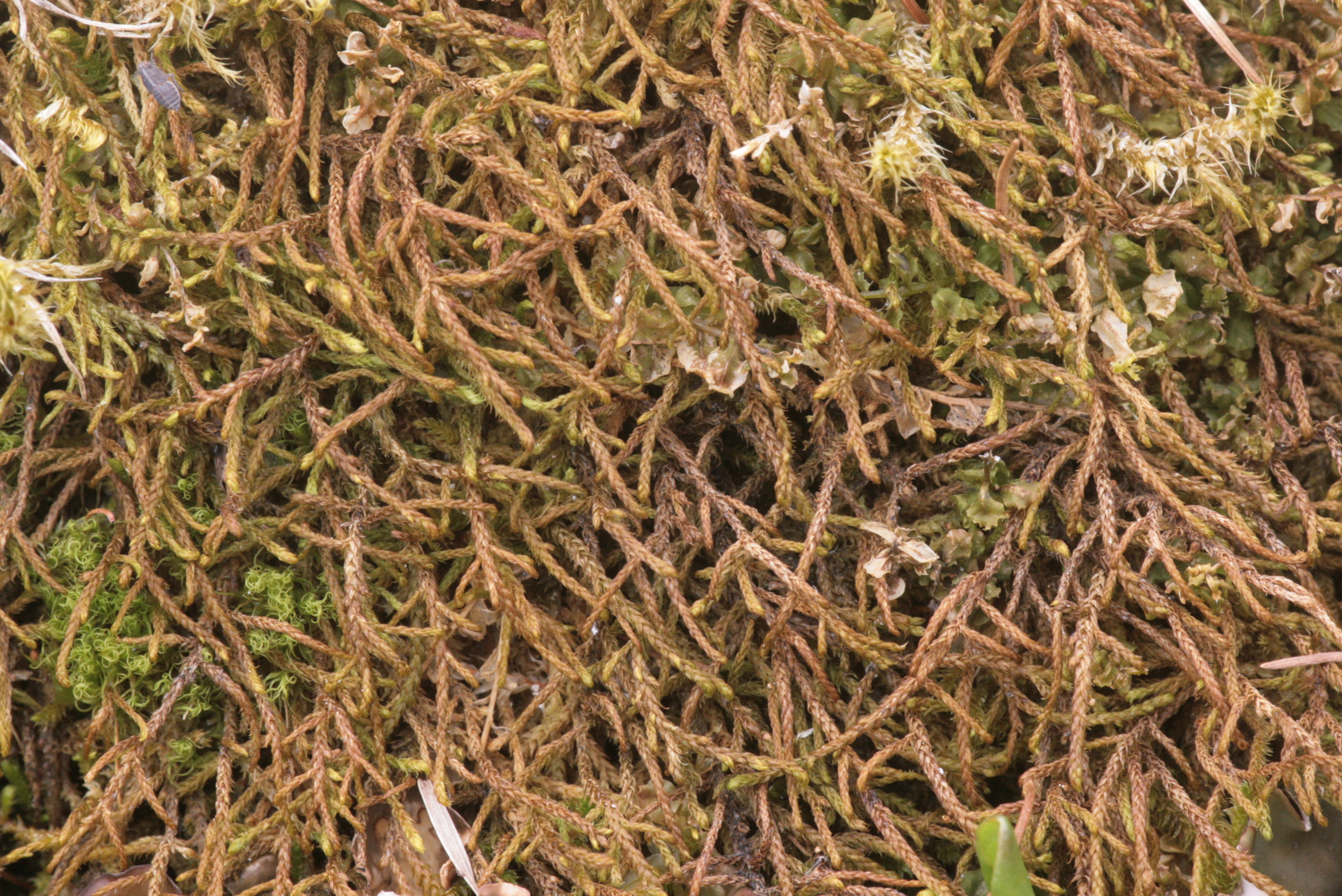
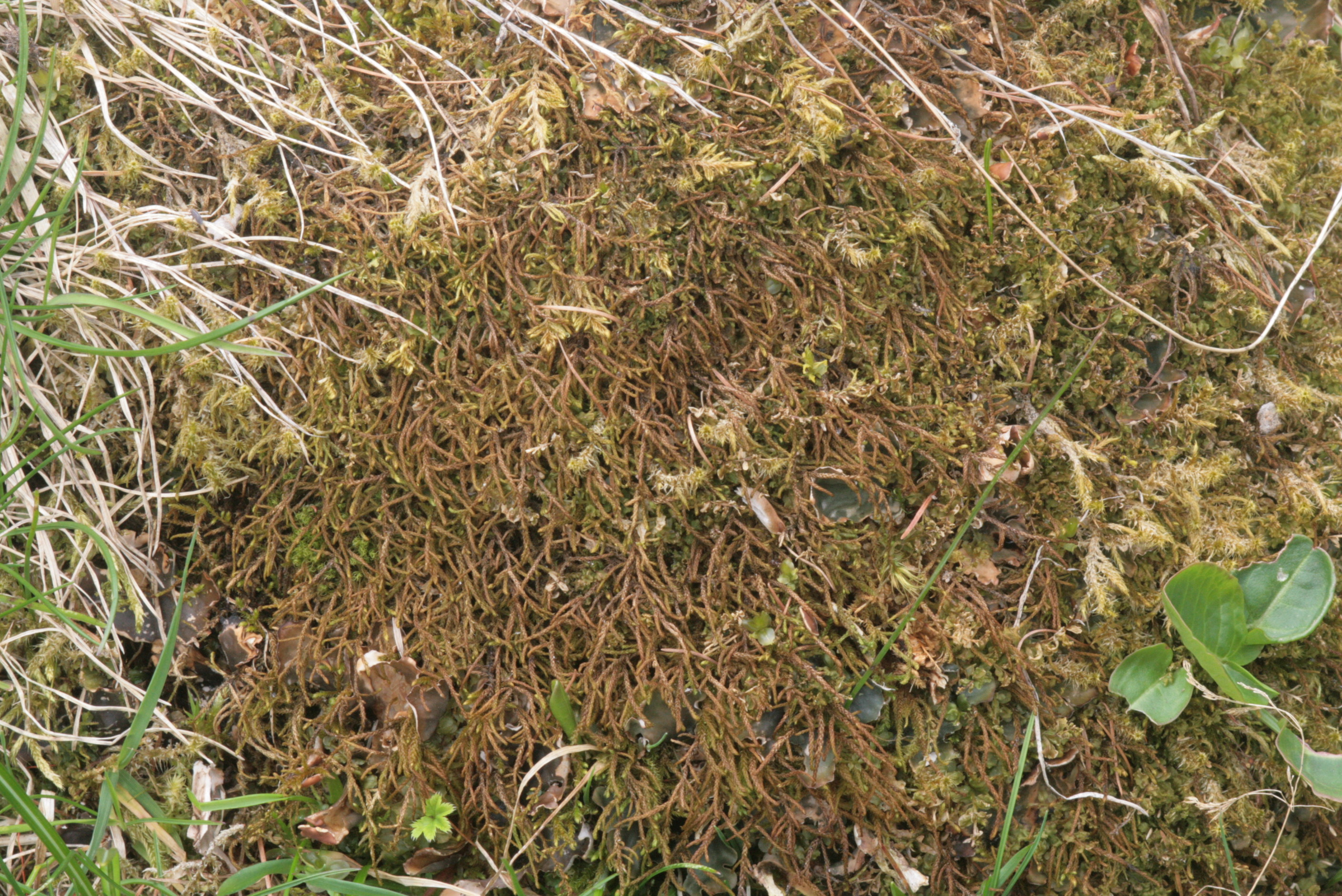

## Dottertaxa tillPseudoleskea, i alfabetisk ordning[1]
- Pseudoleskea andina
- Pseudoleskea atricha
- Pseudoleskea attenuata
- Pseudoleskea baileyi
- Pseudoleskea brachyclados
- Pseudoleskea coreana
- Pseudoleskea dispersa
- Pseudoleskea falcifolia
- Pseudoleskea incurvata
- Pseudoleskea julacea
- Pseudoleskea korjakorum
- Pseudoleskea laevifolia
- Pseudoleskea laevissima
- Pseudoleskea leikipiae
- Pseudoleskea leskeoides
- Pseudoleskea obtusiuscula
- Pseudoleskea papillarioides
- Pseudoleskea patens
- Pseudoleskea penzigii
- Pseudoleskea perraldieri
- Pseudoleskea plagiostoma
- Pseudoleskea pseudoattenuata
- Pseudoleskea radicosa
- Pseudoleskea ramuligera
- Pseudoleskea saviana
- Pseudoleskea semensis
- Pseudoleskea setschwanica
- Pseudoleskea stenophylla
- Pseudoleskea tonkinensis
- Pseudoleskea trichodes
- Pseudoleskea yuennanensis